# Статика флуида
Статика флуида се бави флуидима у стању мировања и део је механике флуида. Флуид је у стању мировања ако постоји координатни систем у којем је брзина флуидних делића у свакој тачки флуида једнака нули. Флуид се при мировању налази у „савршеном“ стању јер његова вискозност не долази до изражаја. Наиме, на основу Хипотезе о великој покретљивости (Хипотеза о великој и лакој деформабилности) последица молекуларне микроструктуре течности и гасова је лака покретљивост (течљивост) тако да и врло мале силе изазивају велике деформације. Директне последице ове хипотезе су следеће:
- Смицајни (тангенцијални) напони, односно трење се не јавља у флуиду који мирује. Међутим, иако струјање флуида неминовно изазива, тј. генерише силу трења, у неким случајевима струјања флуида се силе трења могу занемарити у односу на инерцијалне силе, тако да се у тим случајевима може говорити о моделу невискозног флуида (савршени флуид).
- Из горњег својства долази се до следеће последице исте хипотезе: Међудејство флуида са различитих страна неке површи се остварује искључиво у правцу нормале на површ. Како се напони истезања не могу јавити у флуиду, остаје да се нормални напони своде на притисак.[/br]

У статици флуида важе два основна закона:
1. Сума сила на сваки део флуида једнака је нули
2. Сума момената на сваки део флуида једнака је нули

Основна једначина статике флуида је Ојлерова једначина:
{\displaystyle \rho {\vec {f}}=gradp}
где је :
- - густина флуида (густина масе)[kg/m³],
- {\displaystyle {\vec {f}}} - густина масене силе тј. масена сила по јединици масе [N/m³],
- {\displaystyle gradp=\bigtriangledown p={\frac {\partial \mathbf {p} }{\partial \mathbf {x} }}{\vec {i}}+{\frac {\partial \mathbf {p} }{\partial \mathbf {y} }}{\vec {j}}+{\frac {\partial \mathbf {p} }{\partial \mathbf {z} }}{\vec {k}}} - градијент притиска, при чему је {\displaystyle \bigtriangledown } векторски оператор набла.

Задатак статике флуида састоји се у томе да се из Ојлерове једначине статике флуида уз познату густину масене силе и познату густину флуида (густина масе) израчуна расподела притиска. Ојлерова једначина изражава следећу законитост: у мирујућем флуиду највећа промена притиска (grad p) је у смеру масене силе {\displaystyle {\vec {f}}}. Градијент притиска је вектор нормалан на изобарску површ. Изобарске површи су површи једнаког притиска.

## О облику површина p=const
Из Ојлерове једначине у векторском облику произилази следеће:
Скаларно поље притисака се формира тако да површи константног притиска (изобарске површи) у свакој тачки за нормалу имају задато поље масених сила {\displaystyle {\vec {f}}({\vec {r}})}. Вектори {\displaystyle \bigtriangledown p} и {\displaystyle {\vec {f}}({\vec {r}})} су међусобно колинерани вектори.
Да ли ће изобарске површи бити криве или равне зависи од природе (карактера) масених сила. Ако је поље сила хомогено ({\displaystyle {\vec {f}}\neq {\vec {f}}({\vec {r}})\to {\vec {f}}=const.}), површи морају бити равне. За случај нехомогеног поља масених сила изобарске површи су криве површи.

## Стање напона
{\displaystyle {\vec {p}}_{n}=-p{\vec {n}}}, где је: {\displaystyle {\vec {p}}_{n}} - вектор напона у произвољној тачки струјног простора
- У флуиду који мирује не постоји трење.
- Притисак p при мировању флуида се означава као статички притисак.
- Стање напона дефинисано је скаларним пољем притиска {\displaystyle p={\vec {p}}({\vec {r}})}. Притисак је скалар.

## Притисак у флуидима при мировању
Због фундаменталне природе флуида, флуид не може остати у мировању у присуству смицања. Међутим, флуиди могу да врше притисак нормално на контактну површину. Ако се тачка у флуиду сматра бесконачно малом коцком, онда из принципа равнотеже следи да притисак на свакој страни те јединице мора бити једнак. Да то није био случај, течност би се кретала у правцу резултирајуће силе. Стога, притисак на флуид у мировању је изотропан; тј., он делује са једнаком магнитудом у свим правцима. Ова карактеристика омогућава флуидима да преносе силу кроз дужину цеви; тј., сила примењена на флуид у цеви се преноси, преко флуида, до другог краја цеви. Овај принцип је првобитно формулисао, у нешто ширем облику Блез Паскал, и стога се назива Паскалов закон.

### Хидростатички притисак
У флуиду у мировању, сва фрикциона и инерцијална напрезања нестају и стање напрезања система се назива хидростатичким. Када се ово стање од V = 0 примени на Навје–Стоксове једначине, градијент притиска постаје само функција масених сила. За баротропни флуид у конзервативном пољу сила као што је поље гравитационе силе, притисак који врши флуид у равнотежи постаје функција силе која врши гравитација.
Хидростатички притисак се може одредити из анализе контролне запремине инфинитезимално мале коцке флуида. Пошто је притисак дефинисан као сила која делује на тестну површину (p = F/A, где је p: притисак, F: сила нормална на површину A, A: површина), а једина сила која делује на било коју такву малу коцку флуида је тежина колоне флуида изнад ње, хидростатски притисак се може израчунати према следећој формули:
{\displaystyle p(z)-p(z_{0})={\frac {1}{A}}\int _{z_{0}}^{z}dz'\iint _{A}dx'dy'\,\rho (z')g(z')=\int _{z_{0}}^{z}dz'\,\rho (z')g(z'),}
где је:
- p - хидростатички притисак (Pa),
- ρ - густина флуида (3),
- g - гравитационо убрзање (m/s2),
- A - тестна површина (m²),
- z - висина (паралелна правцу гравитације) тестне површине (m),
- z0 - висина нулте референтне тачке притиска (m).